# Symfonie nr. 2 (Bolcom)
William Bolcom voltooide zijn Symfonie nr. 2 "Oracles" na twee jaar werken in 1964. Het was een symfonie in één deel. In tegenstelling tot de andere symfonieën uit de beginperiode van de componist is van dit werk geen commerciële opname voorhanden. Reden ligt in het feit dat de componist het heeft teruggetrokken voor revisie, maar daarna is niets meer van het werk vernomen. Wel is er een opname van de première in het bezit van de Universiteit van Washington. Het was de eerste symfonie die Bolcom componeerde voor een groot symfonieorkest. Het was dan ook een groot symfonieorkest dat die première gaf, het Seattle Symphony onder leiding van Milton Katims op 2 mei 1965. Katims was destijds een promotor van Bolcoms maar ook andere Amerikaanse muziek.
Orkestratie:
- 2 dwarsfluiten (waaronder ook piccolo), 2 hobo’s, waaronder ook althobo), 2 klarinetten, 2 fagotten, 1 contrafagot, 2 altsaxofoons/basklarinetten
- 4-6 hoorns, 2 trompetten, 2 trombones, 1 tuba
- 3-5 percussie, celesta, 1 harp
- violen, altviolen, celli, contrabassen